# Émile Hanse
Émile Jean Ghislain Hanse (Namur, 10 de agosto de 1892 - 5 de abril de 1981) foi um futebolista belga que competiu nos Jogos Olímpicos de Verão de 1920, ele ganhou a medalha de ouro como membro da Seleção Belga de Futebol.

## Ligações Externas
- Perfil em DatabaseOlympics[ligação inativa]